# 朝倉景鏡
朝倉景鏡（？—1574年），是日本戰國時代的武將。朝倉氏家臣，是末代當主朝倉義景的從兄弟，在一乘谷之戰中弒殺義景投向織田信長，最後被越前一向一揆所殺。

## 經歷
朝倉景鏡，朝倉家大野郡司，支配越前國大野郡的土橋城，位列一門眾筆頭，曾代替當主朝倉義景在永祿7年（1564年）征伐加賀一向一揆，在元龜元年（1570年）的金崎之戰追擊織田軍。
天正元年（1573年），朝倉義景為了救援近江淺井家，在八月發兵南下，卻被信長擊敗，反倒被追殺入越前。朝倉景鏡見大勢已去，向織田軍倒戈，發兵突擊賢松寺，將主君朝倉義景梟首，綁縛其母親（高徳院）、妻子、近習送予信長。因此功劳獲得本領安堵，被信長賜與「信」字，並用領地土橋城為姓，改名土橋信鏡。隔年被蜂起的越前一向一揆兵圍城池。4月14日，景鏡放棄居城亥山城逃往平泉寺求助，結果一向一揆包圍平泉寺後，不但朝倉景鏡與其10歲、6歲的孩子遇害，平泉寺也被燒毀。